# Somapura Mahavihara
Somapura Mahavihara (Sanskrit; Bengali: সোমপুর মহাবিহার Shompur Môhabihar) nằm ở Paharpur, Badalgachhi Upazila, Naogaon, Tây bắc Bangladesh là một trong những trung tâm Phật giáo lớn nhất Nam Á, là thành tựu nghệ thuật độc đáo, ảnh hưởng đến nhiều trung tâm Phật giáo lớn khác trên thế giới. Đây cũng là địa điểm khảo cổ học quan trọng nhất tại Bangladesh được UNESCO công nhận là di sản thế giới vào năm 1985.

## Lịch sử

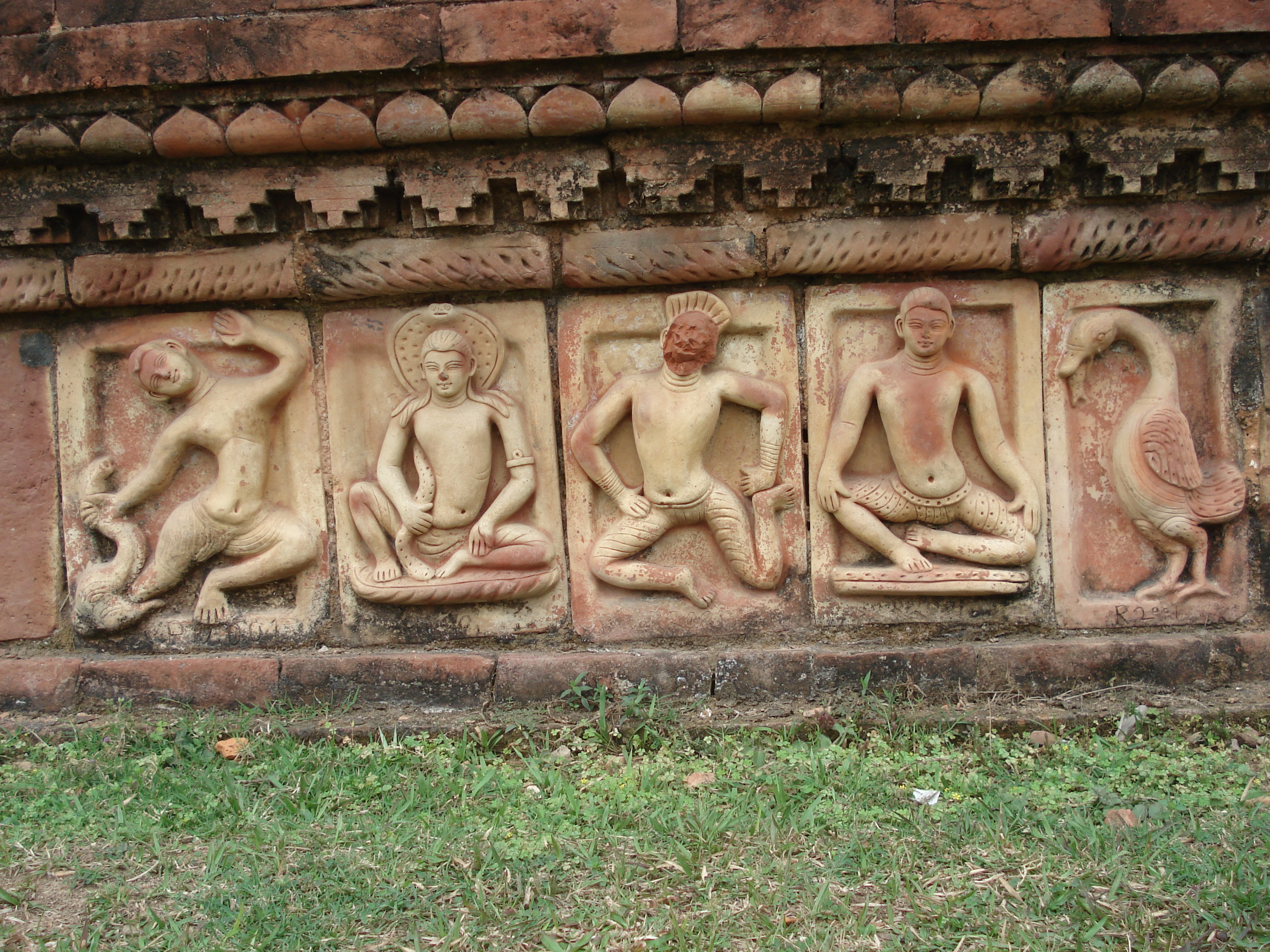
Các họa tiết thần và nữ thần ở đền Trung tâm

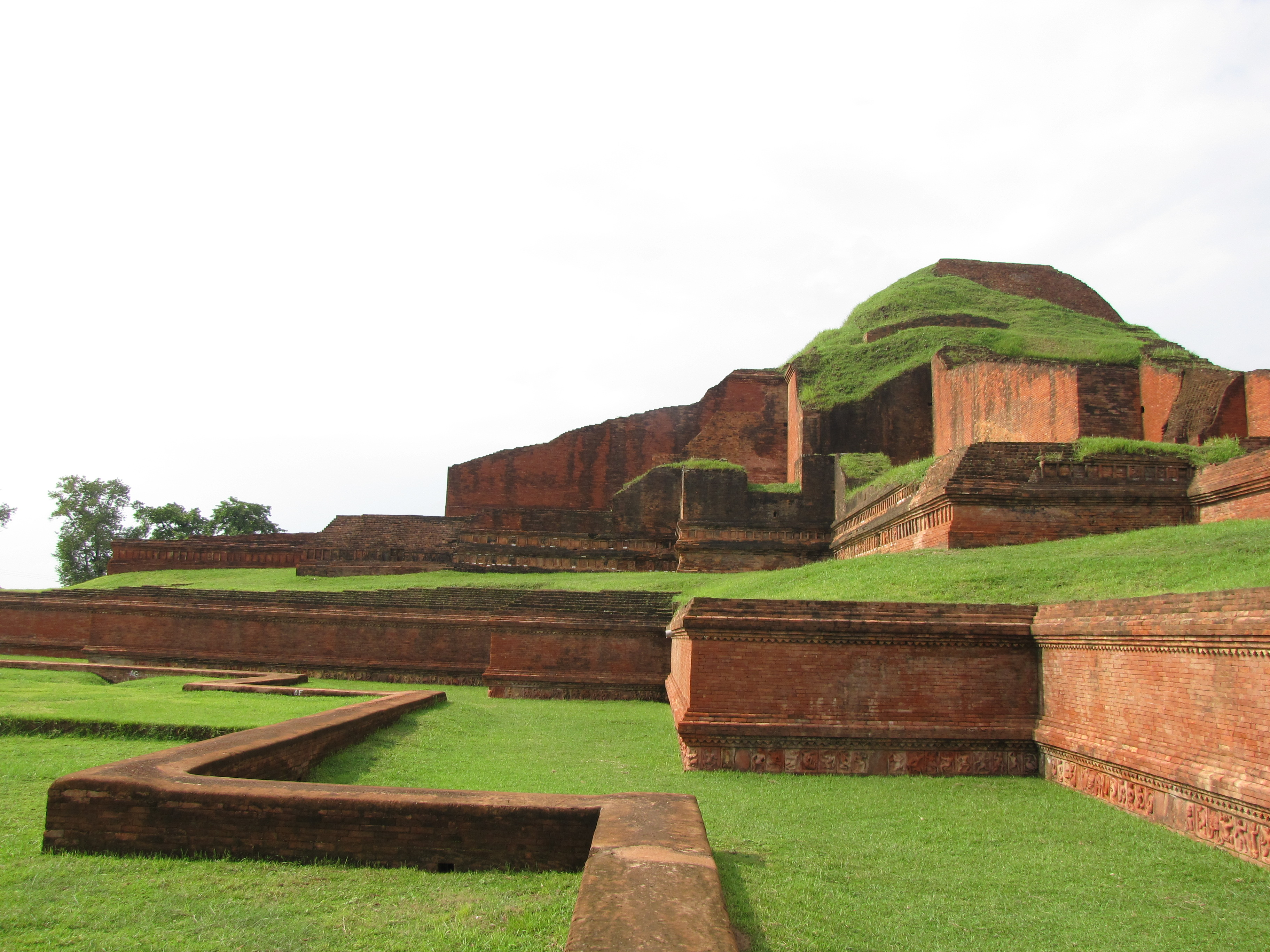
Somapura Mahavihara, Bangladesh

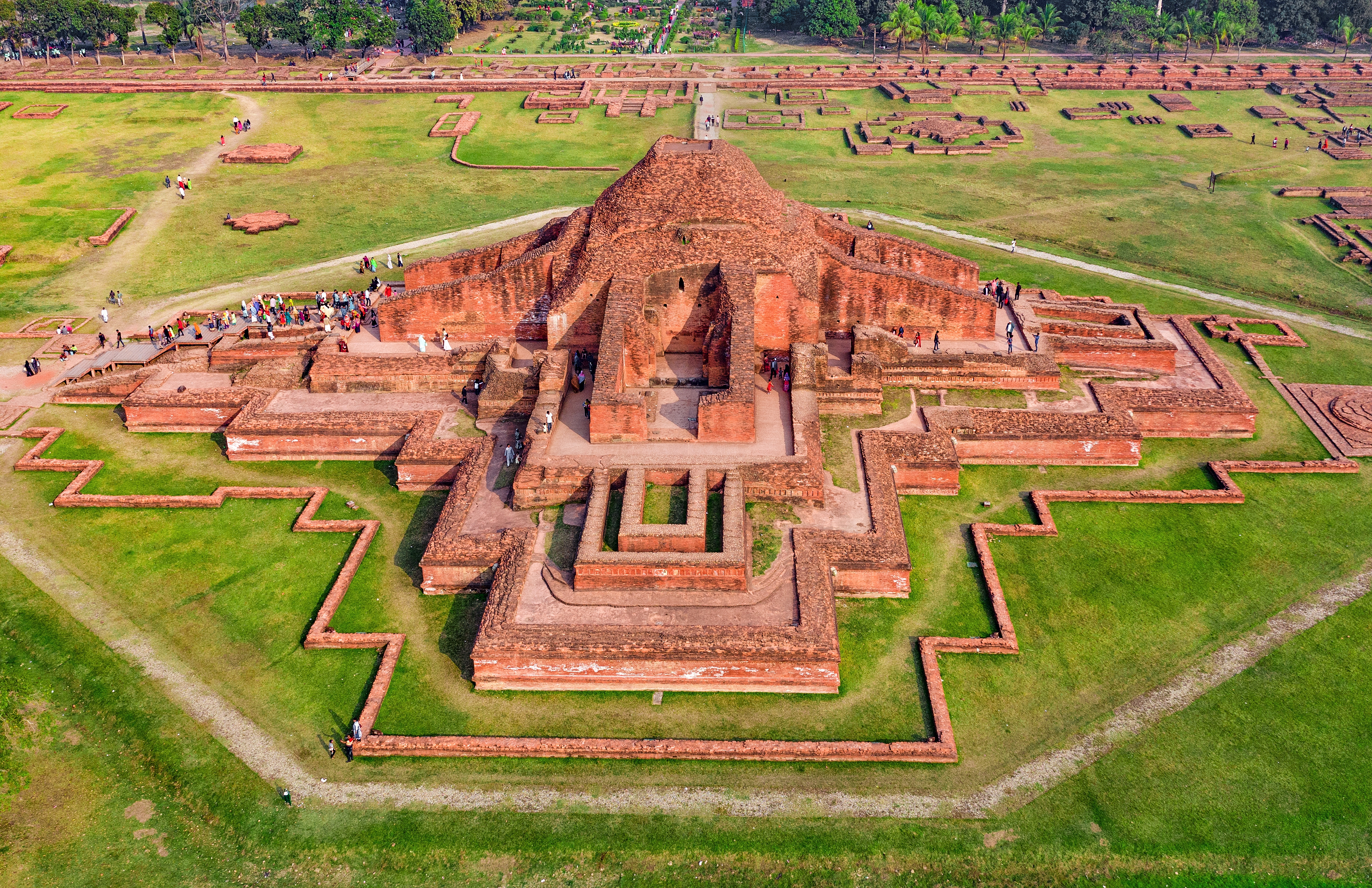

Lịch sử ở đây từng là một trong 5 địa điểm tu viện Phật giáo lớn nhất ở Bengal và Magadha cổ đại (cùng với Vikramashila, Nalanda, Odantapurā, và Jaggadala). Tu viện được xây dưới thời các vị vua của đế chế Pala (khoảng 770-810). Ông là người kế vị Devapala và đã cho xây dựng sau khi chinh phục được vùng Varendra. Vào thế kỷ 11, tu viện bị thiêu hủy trong một cuộc chiến tranh. Phải một thời gian khá lâu sau đó, tu viện được cải tạo lại và xây dựng thêm một đền thờ Arya Tara. Sau đó, nơi đây trở thành tu viện, là nơi ở và làm việc của nhà truyền bá Phật giáo Atiśa Dīpaṃkara Śrījñāna cùng nhiều nhà sư, nhà truyền bá Phật giáo, học giả. Dưới thời đế chế Sena tu viện dần bị suy thoái và bị bỏ rơi vào thế kỷ 13 và sau đó là bị chiếm đóng bởi những người Hồi giáo. Mặc dù vậy, quy mô kiến trúc của tu viện khá còn nguyên vẹn.

## Kiến trúc
Phế tích có diện tích 110.000 m 2, là trung tâm tôn giáo truyền bá Ấn Độ giáo, Phật giáo, Kỳ Na giáo. Cấu trúc của nó là một tứ giác khổng lồ mỗi cạnh dài 275 m, với một ngôi đền trung tâm hình chữ thập cùng các khu liên hợp ở phía Bắc và một bức tường bao quanh dày 5 m, cao từ 3 – 5 m, với tổng cộng 177 địa điểm nhỏ là các tịnh xá, bảo tháp, đền thờ và nhiều công trình phụ trợ. Cách bố trí cùng các trang trí chạm khắc bằng đá và đất nung ảnh hưởng tới các kiến trúc Phật giáo khác ở cả Miến Điện, Campuchia và Indonesia. Tòa tháp trung tâm là một cấu trúc thượng tầng nhưng đến này đã bị phá hủy, chỉ còn lại các tầng bậc tháp dẫn lên trên cùng các tác phẩm nghệ thuật đất nung vô cùng ấn tượng đại diện cho nghệ thuật trang trí chạm khắc của Phật giáo.
Ngày nay, nơi đây là địa điểm tham quan hấp dẫn khác du lịch khi tới Bangladesh.

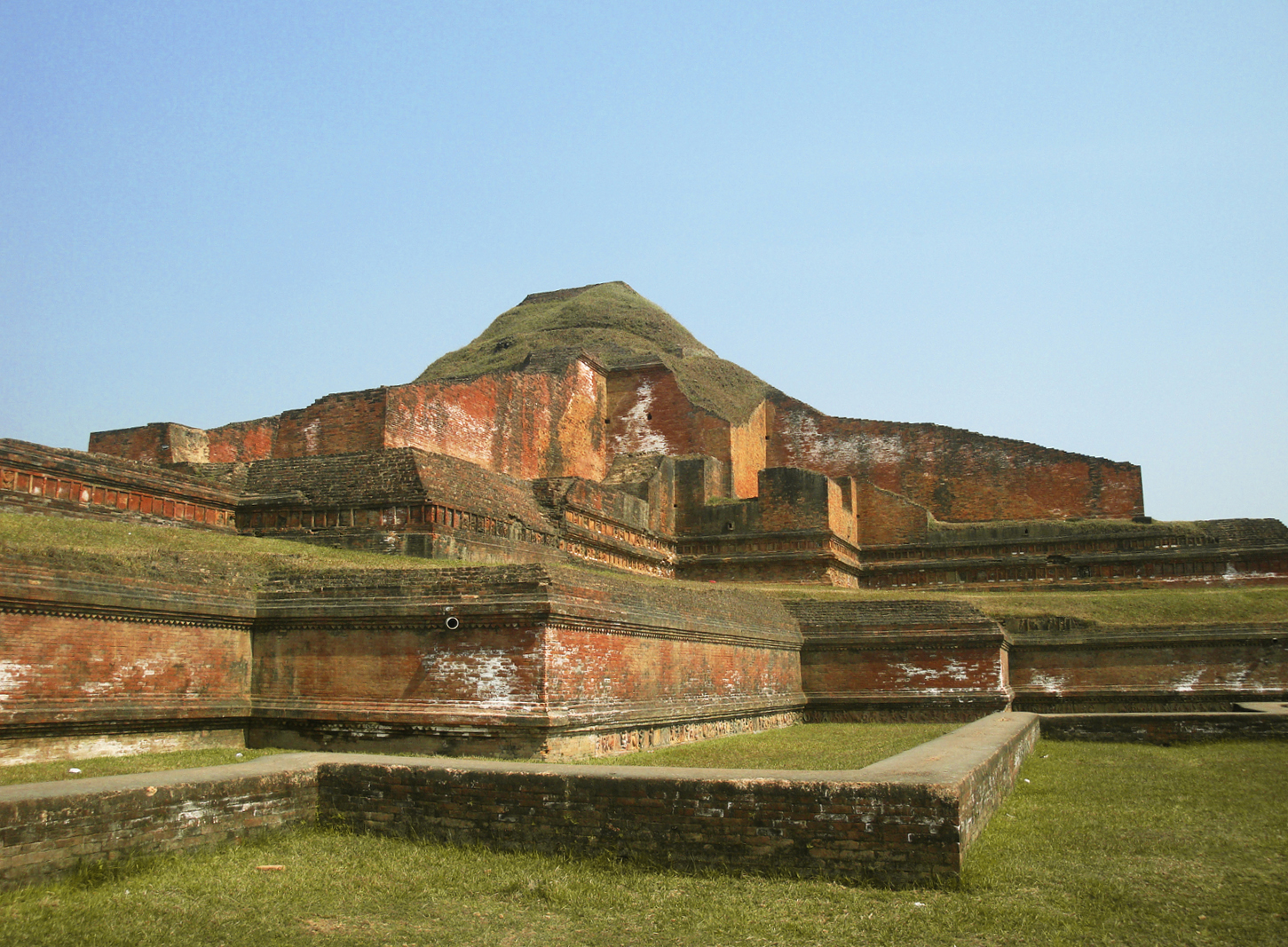
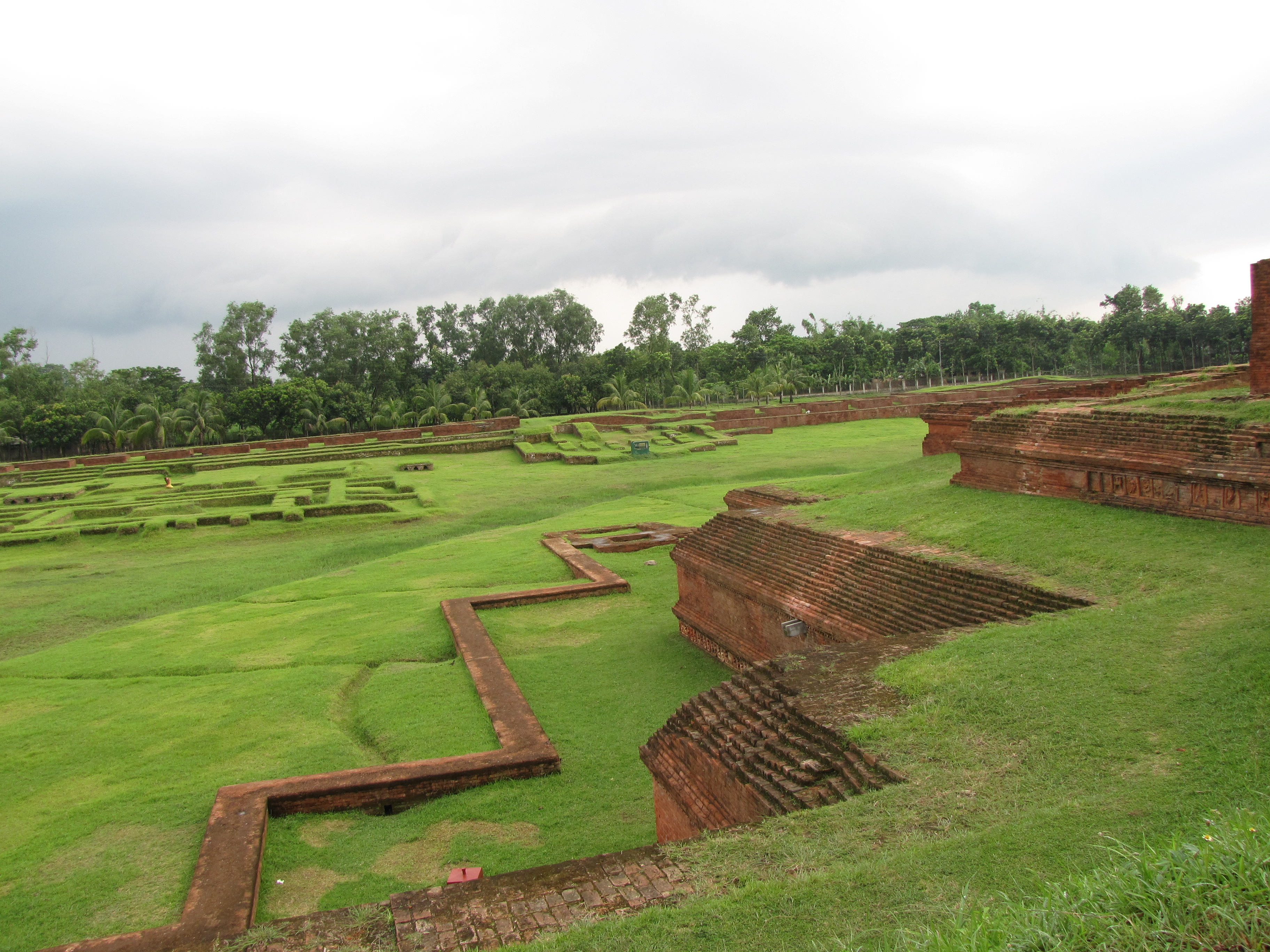
Tầng tháp thấp nhất ở Somapura Mahavihara
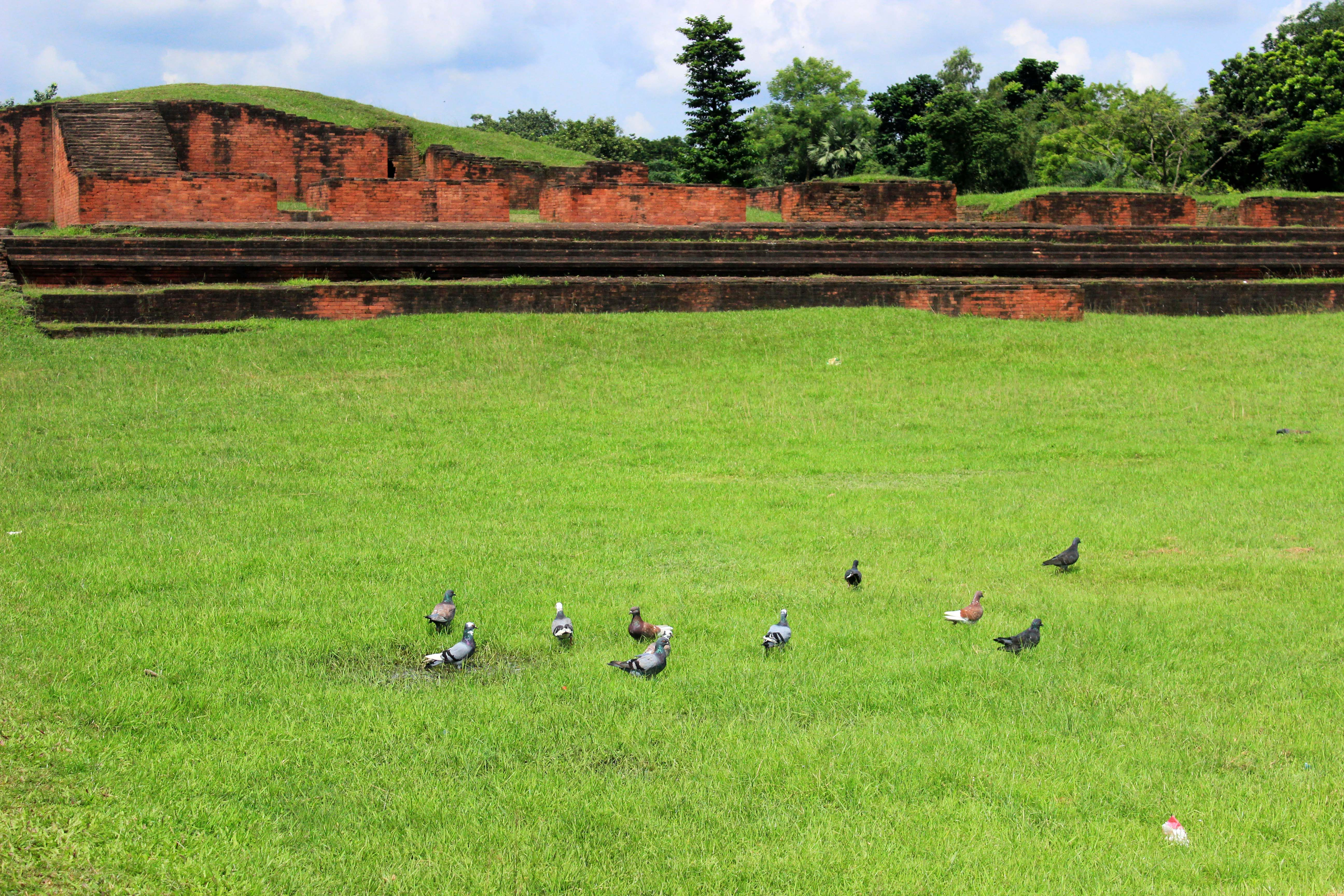
Cấu trúc phức tạp bên trong di tích Somapura Mahavihara
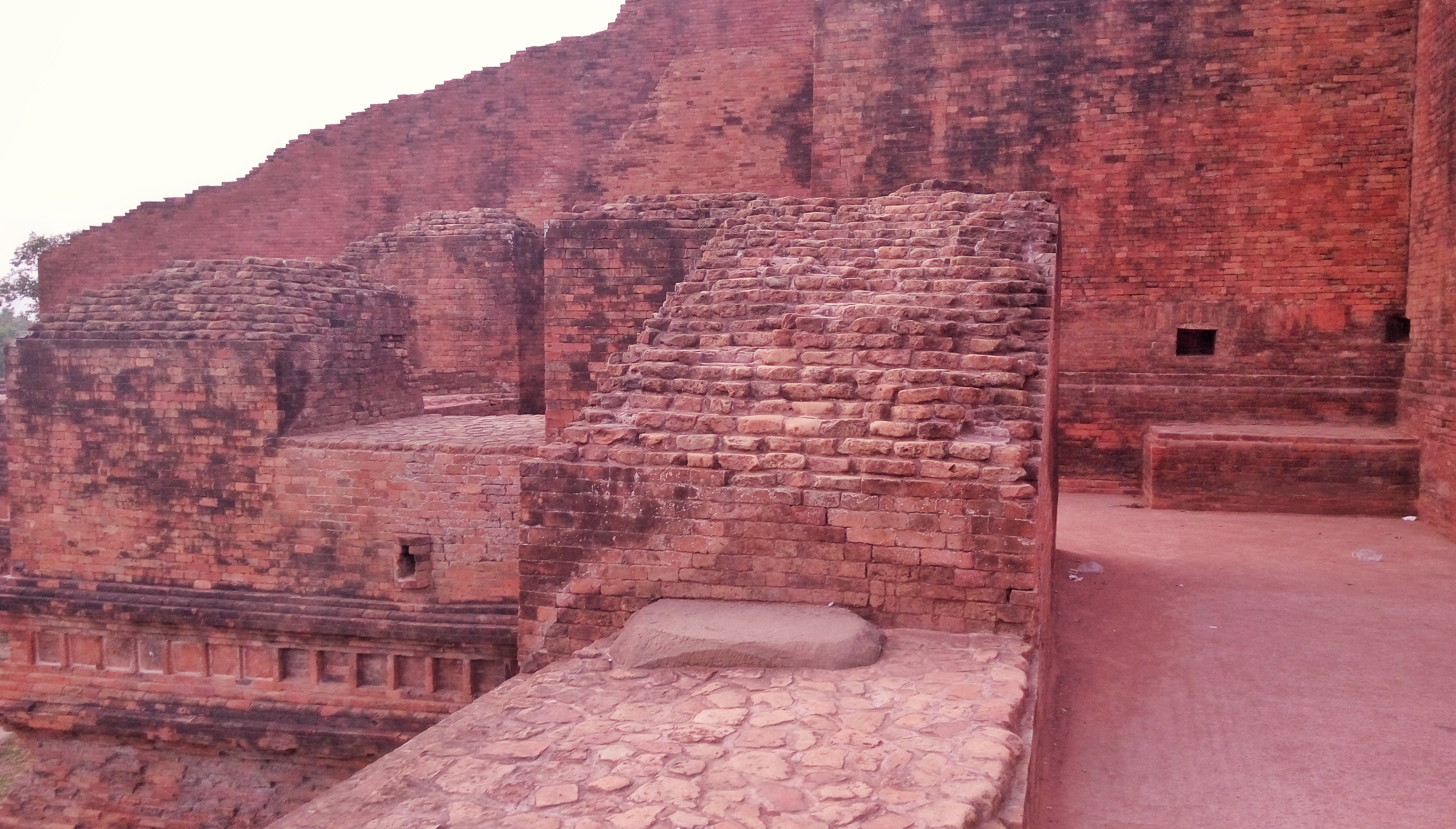